# Liste der Kulturdenkmale in Oggelshausen

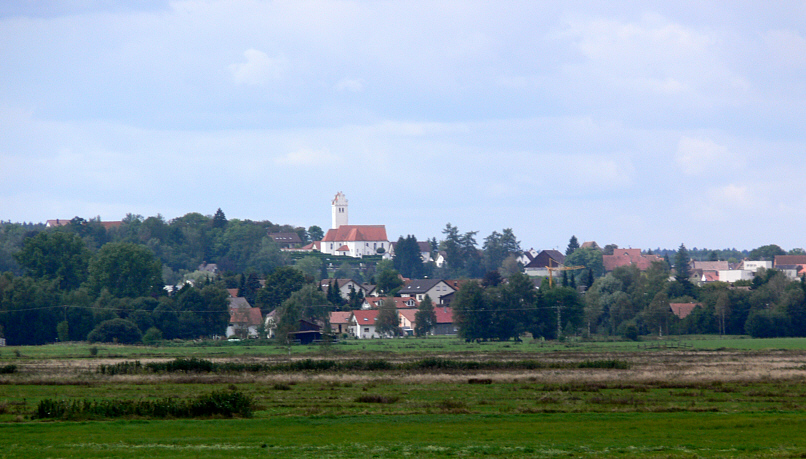

In der Liste der Kulturdenkmale in Oggelshausen sind alle Bau- und Kunstdenkmale der Gemeinde Oggelshausen und ihrer Teilorte verzeichnet. Sie leitet sich aus der Liste des Landesdenkmalamtes Baden-Württemberg, dem „Verzeichnis der unbeweglichen Bau- und Kunstdenkmale und der zu prüfenden Objekte“ ab. Diese Liste wurde im Dezember 2000 erstellt. Die Teilliste für den Landkreis Biberach hat den Stand vom 30. März 2009 und verzeichnet fünf unbewegliche Bau- und Kunstdenkmäler.

## Allgemein
- Bild: Zeigt ein ausgewähltes Bild aus Commons, „Weitere Bilder“ verweist auf die Bilder im Medienarchiv Wikimedia Commons.
- Bezeichnung: Nennt den Namen, die Bezeichnung oder die Art des Kulturdenkmals.
- Lage: Straßenname und Hausnummer oder Flurstücknummer des Kulturdenkmals, gegebenenfalls auch den Ortsteil. Die Grundsortierung der Liste erfolgt nach dieser Adresse. Der Link (Karte) führt zu verschiedenen Kartendiensten mit der Position des Kulturdenkmals. Fehlt dieser Link, wurden die Koordinaten noch nicht eingetragen. Sind diese bekannt, können sie über ein Tool mit einer Kartenansicht einfach nachgetragen werden. In dieser Kartenansicht sind Kulturdenkmale ohne Koordinaten mit einem roten bzw. orangen Marker dargestellt und können durch Verschieben auf die richtige Position in der Karte mit Koordinaten versehen werden. Kulturdenkmale ohne Bild sind an einem blauen bzw. roten Marker erkennbar.
- Datierung: Baubeginn, Fertigstellung, Datum der Erstnennung oder grobe zeitliche Einordnung entsprechend des Eintrags in der zuständigen Denkmaldatenbank (Landesamt für Denkmalpflege Baden-Württemberg).
- Beschreibung: Kurzcharakteristik des Kulturdenkmals.

## Oggelshausen
Die Gemeinde Oggelshausen liegt direkt am Federsee in der Nähe der Erhebung Bussen.
| Bild           | Bezeichnung                      | Lage                                                   | Datierung       | Beschreibung | ID |
| -------------- | -------------------------------- | ------------------------------------------------------ | --------------- | --- | -- |
|                | Wegekreuz                        | Amselweg (vor Nr. 49, BC-1195)                         | 19. Jahrhundert | Natursteinsockel, gusseisernes Kreuz mit Corpus Geschützt nach § 2 DSchG |    |
|                | Pfarrhof                         | Kirchplatz 3,5                                         | 1714            | erbaut von Michael II. Mohr, ehemalige Sommerresidenz des Abtes von Schussenried, Ökonomie, Gartenanlage, teilweise Mauer, Pfarrscheune (jetzt katholisches Gemeindezentrum) Geschützt nach § 2 DSchG |    |
| Weitere Bilder | Kirche St. Laurentius und Agatha | Kirchplatz 7 (Karte)                                   | 1901/02         | im neugotischen Stil von Ulrich Pohlhammer erbaut, Friedhof teilweise ummauert; Friedhofskreuz, Gefallenendenkmal 1914–18 und 1939–45 Geschützt nach §§ 2 (12) DSchG                                  |    |
|                | Friedhofskreuz                   | Tiefenbacher Straße 8 (Flstnr. 1571, auf dem Friedhof) | 1905            | Friedhofskreuz mit Steinsockel, gusseisernes Kreuz mit Corpus Geschützt nach § 2 DSchG |    |
|                | Kapelle des Heiligen Nepomuk     | Tiefenbacher Straße (Flstnr. 1682) (Karte)             | 18. Jahrhundert | Putzbau, Holzskulptur des Heiligen Nepomuk wurde 1978 durch ein Wandbild ersetzt Geschützt nach § 2 DSchG                                                                                             | BW |

## Außerhalb der Ortslage
| Bild | Bezeichnung | Lage                                                   | Datierung | Beschreibung                                        | ID |
| ---- | ----------- | ------------------------------------------------------ | --------- | --------------------------------------------------- | -- |
|      | Wegekreuz   | Weg von Oggelshausen zum Wohnplatz Bahnstock (BC 1720) | 1918      | Natursteinsockel mit Kreuz Geschützt nach § 2 DSchG |    |